# Kasim Sulton
Kasim Sulton (né le 8 décembre 1955) est un bassiste et chanteur américain.
Il débute en 1975 dans le groupe de Cherry Vanilla, où il tient le piano. L'année suivante, il rejoint Utopia, le groupe de Todd Rundgren, dont il reste membre jusqu'à sa dissolution en 1986. Le plus gros succès d'Utopia aux États-Unis, Set Me Free, est chanté par Sulton. Après la séparation d'Utopia, il rejoint les Blackhearts de Joan Jett pour l'album Up Your Alley.
Kasim Sulton a également joué pour Meat Loaf (les trois albums Bat Out of Hell), Steve Hillage (L), Indigo Girls ou encore Hall and Oates. Il est bassiste de Blue Öyster Cult de 2012 à 2017.

## Discographie solo
- 1982 : Kasim
- 1986 : Lights On (avec Thommy Price)
- 1993 : The Basement Tapes
- 2002 : Quid Pro Quo